# Résultats des ministres lors des élections législatives françaises de 2022
Cette page regroupe les résultats des ministres lors des élections législatives françaises de 2022.

## Contexte
Le 20 mai 2022, Emmanuel Macron et Élisabeth Borne composent un gouvernement de 27 membres. L'Élysée annonce dans la foulée que tous les ministres candidats aux élections législatives des 12 et 19 juin 2022 devront démissionner de leur poste s'ils ne sont pas élus. Quinze membres du gouvernement sont candidats, dont la Première ministre, qui est candidate pour la première fois dans la sixième circonscription du Calvados.

### Ministres non candidats
Les ministres qui ne se présentent pas sont :
- Bruno Le Maire, ministre de l'Économie, des Finances et de la Souveraineté industrielle et numérique
- Catherine Colonna, ministre de l'Europe et des Affaires étrangères
- Éric Dupond-Moretti, garde des Sceaux, ministre de la Justice
- Pap Ndiaye, ministre de l'Éducation nationale et de la Jeunesse
- Sébastien Lecornu, ministre des Armées
- Sylvie Retailleau, ministre de l'Enseignement supérieur et de la Recherche
- Rima Abdul-Malak, ministre de la Culture
- Agnès Pannier-Runacher, ministre de la Transition énergétique
- Amélie Oudéa-Castéra, ministre des Sports et des Jeux olympiques et paralympiques
- Isabelle Lonvis-Rome, ministre déléguée chargée de l'Égalité entre les femmes et les hommes, de la Diversité et de l'Égalité des chances
- Christophe Béchu, ministre délégué chargé des Collectivités territoriales
- Charlotte Caubel, secrétaire d'État chargée de l'Enfance
- Chrysoula Zacharopoulou, secrétaire d'État chargée du Développement, de la Francophonie et des Partenariats internationaux

## Résultats

### Premier tour
À l'issue du vote du 12 juin 2022, aucun des candidats n'est éliminé. Trois ministres n'arrivent qu'en deuxième position dans leur circonscription et sont en ballotage défavorable pour le second tour : Clément Beaune, Stanislas Guerini et Amélie de Montchalin. Le ministre obtenant le meilleur résultat est Gabriel Attal, avec 48,06 % des voix.

### Second tour
Au second tour, Justine Benin est battue dans la deuxième circonscription de la Guadeloupe par le candidat de la NUPES, Christian Baptiste (58,65 % contre 41,35 %), Brigitte Bourguignon est battue de 56 voix dans la sixième circonscription du Pas-de-Calais par la candidate du RN, Christine Engrand (50,06 % contre 49,94 %), et Amélie de Montchalin est battue dans la sixième circonscription de l'Essonne par le candidat de la NUPES, Jérôme Guedj, député du PS frondeur entre 2012 et 2014 et candidat malheureux aux élections législatives de 2017 (53,36 % contre 46,63 %). C'est la première fois depuis la défaite d'Alain Juppé en 2007 que des ministres en exercice perdent un scrutin législatif. Selon la règle édictée par l'Élysée, elles sont donc contraintes de quitter le gouvernement.

## Tableau détaillé
| Portrait             | Fonction gouvernementale                                                          | Nom                  | Nom               | Parti                                                                | Circonscription                                                                      | Résultats | Résultats         | Statut            | Statut   |
| Portrait             | Fonction gouvernementale                                                          | Nom                  | Nom               | Parti                                                                | Circonscription                                                                      | 1er tour  | 2d tour           | Élection          | Note     |
| -------------------- | --------------------------------------------------------------------------------- | -------------------- | ----------------- | -------------------------------------------------------------------- | ------------------------------------------------------------------------------------ | --------- | ----------------- | ----------------- | -------- |
|                      | Première ministre                                                                 |                      | Élisabeth Borne   | LREM-TdP                                                             | Sixième circonscription du Calvados Première candidature dans cette circonscription. | 34,32 %   | 52,46 %           | Élue au 2d tour   | [ r 1 ]  |
| Ministres            |                                                                                   |                      |                   |                                                                      |                                                                                      |           |                   |                   |          |
| Gérald Darmanin      | Ministre de l'Intérieur                                                           |                      | Gérald Darmanin   | LREM                                                                 | Dixième circonscription du Nord Élu en 2012.                                         | 39,08 %   | 57,52 %           | Élu au 2d tour    | [ r 2 ]  |
| Amélie de Montchalin | Ministre de la Transition écologique et de la Cohésion des territoires            | Amélie de Montchalin | LREM              | Sixième circonscription de l'Essonne Élue en 2017.                   | 31,46 %                                                                              | 46,63 %   | Battue au 2d tour | [ r 3 ]           |          |
| Brigitte Bourguignon | Ministre de la Santé et de la Prévention                                          | Brigitte Bourguignon | LREM-TdP          | Sixième circonscription du Pas-de-Calais Élue en 2012, 2017 et 2021. | 32,10 %                                                                              | 49,94 %   | Battue au 2d tour | [ r 4 ]           |          |
| Olivier Dussopt      | Ministre du Travail, du Plein emploi et de l'Insertion                            |                      | Olivier Dussopt   | TdP                                                                  | Deuxième circonscription de l'Ardèche Élu en 2007, 2012 et 2017.                     | 30,04 %   | 58,86 %           | Élu au 2d tour    | [ r 5 ]  |
| Damien Abad          | Ministre des Solidarités, de l'Autonomie et des Personnes handicapées             |                      | Damien Abad       | DVD                                                                  | Cinquième circonscription de l'Ain Élu en 2012 et 2017.                              | 33,38 %   | 57,86 %           | Élu au 2d tour    | [ r 6 ]  |
| Marc Fesneau         | Ministre de l'Agriculture et de la Souveraineté alimentaire                       |                      | Marc Fesneau      | MoDem                                                                | Première circonscription du Loir-et-Cher Élu en 2017.                                | 31,97 %   | 56,47 %           | Élu au 2d tour    | [ r 7 ]  |
| Stanislas Guerini    | Ministre de la Transformation et de la Fonction publique                          |                      | Stanislas Guerini | LREM                                                                 | Troisième circonscription de Paris Élu en 2017.                                      | 32,50 %   | 51,00 %           | Élu au 2d tour    | [ r 8 ]  |
| Yaël Braun-Pivet     | Ministre des Outre-mer                                                            | Yaël Braun-Pivet     | LREM              | Cinquième circonscription des Yvelines Élue en 2017.                 | 36,59 %                                                                              | 64,62 %   | Élue au 2d tour   | [ r 9 ]           |          |
| Ministres délégués   |                                                                                   |                      |                   |                                                                      |                                                                                      |           |                   |                   |          |
| Olivier Véran        | Ministre délégué chargé des Relations avec le Parlement et de la Vie démocratique |                      | Olivier Véran     | LREM-TdP                                                             | Première circonscription de l'Isère Élu en 2017.                                     | 40,50 %   | 55,53 %           | Élu au 2d tour    | [ r 10 ] |
| Gabriel Attal        | Ministre délégué chargé des Comptes publics                                       | Gabriel Attal        | LREM              | Dixième circonscription des Hauts-de-Seine Élu en 2017.              | 48,06 %                                                                              | 59,85 %   | Élu au 2d tour    | [ r 11 ]          |          |
| Franck Riester       | Ministre délégué chargé du Commerce extérieur et de l'Attractivité                |                      | Franck Riester    | Agir                                                                 | Cinquième circonscription de Seine-et-Marne Élu en 2007, 2012, 2017.                 | 29,27 %   | 53,21 %           | Élu au 2d tour    | [ r 12 ] |
| Clément Beaune       | Ministre délégué chargé de l'Europe                                               |                      | Clément Beaune    | LREM-TdP                                                             | Septième circonscription de Paris Première candidature dans cette circonscription.   | 35,81 %   | 50,73 %           | Élu au 2d tour    | [ r 13 ] |
| Secrétaires d'État   |                                                                                   |                      |                   |                                                                      |                                                                                      |           |                   |                   |          |
| Olivia Grégoire      | Secrétaire d'État, porte-parole du gouvernement                                   |                      | Olivia Grégoire   | LREM                                                                 | Douzième circonscription de Paris Élue en 2017.                                      | 39,51 %   | 68,51 %           | Élue au 2d tour   | [ r 14 ] |
| Justine Benin        | Secrétaire d'État chargée de la Mer                                               |                      | Justine Benin     | DVC                                                                  | Deuxième circonscription de la Guadeloupe Élue en 2017.                              | 31,31 %   | 41,35 %           | Battue au 2d tour | [ r 15 ] |